# Muneville-sur-Mer
 Muneville-sur-Mer  es una población y comuna francesa, situada en la región de Baja Normandía, departamento de Mancha, en el distrito de Coutances y cantón de Bréhal.

## Demografía
| 387 | 346 | 321 | 289 | 334 | 313 |
| Para los censos de 1962 a 1999 la población legal corresponde a la población sin duplicidades (Fuente: INSEE [Consultar]) |     |     |     |     |     |